# 질발트

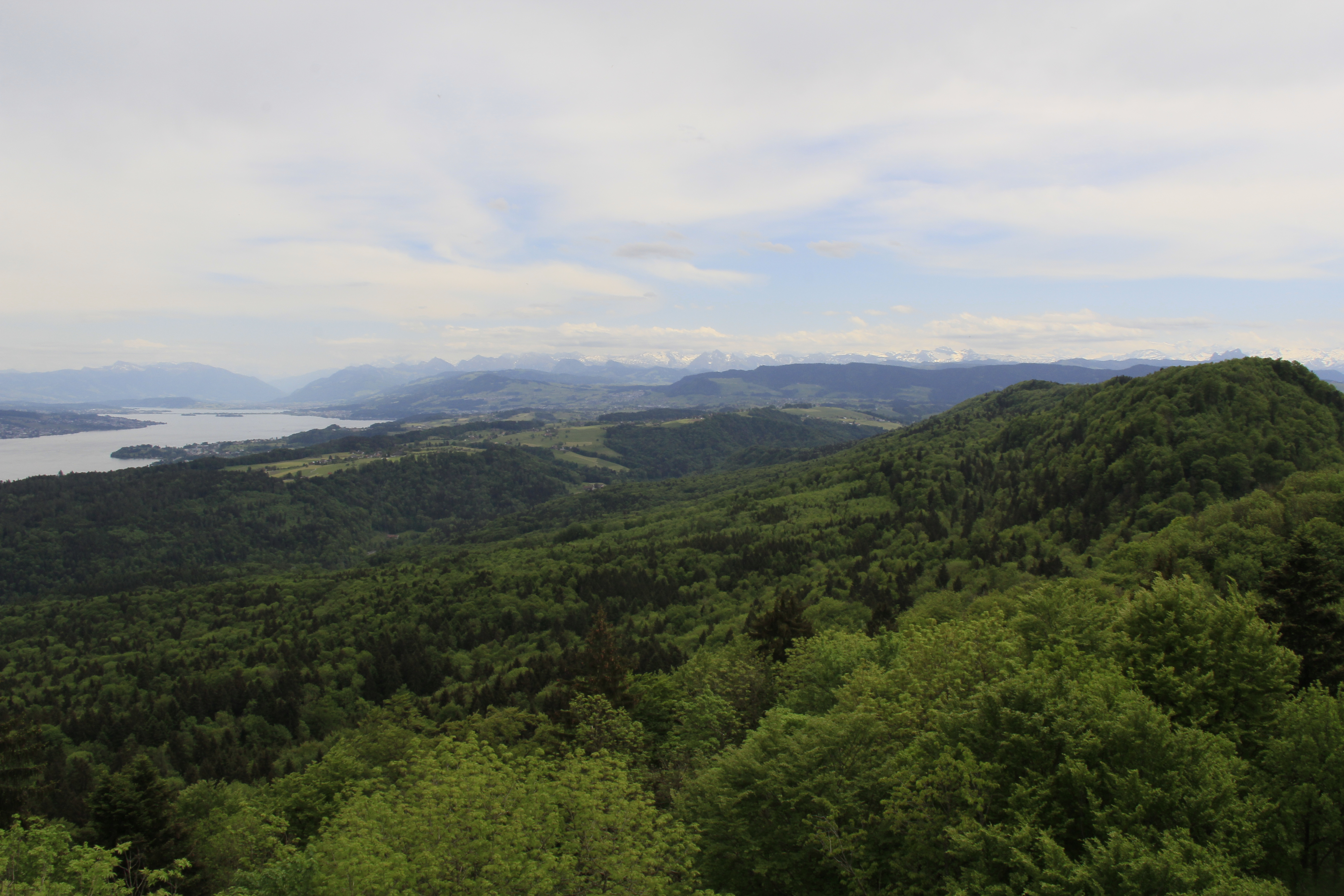
호흐바흐에서 본 질발트

질발트(Sihlwald)는 스위스 취리히주의 질 계곡에 있는 숲이자 자연 보호 구역이다. 질강의 서쪽에 있는 알비스 언덕의 동쪽 경사면에 위치한 대규모 원시림의 보기 드문 예이다. 숲은 취리히시 소유이지만, 도시 경계 외부, 호르겐시 및 여러 인접 지자체 내에 있다. 질발트는 이제 취리히 야생 공원의 일부를 형성한다.
취리히시는 1309년에 합스부르크가로부터 선물로 질 숲 또는 질발트를 받았고, 1524년에는 프라우뮌스터 수도원이 해산되면서 다시 선물로 받았다. 다음 세기에 걸쳐 숲은 취리히에 목재와 장작을 제공했다. 1876년부터는 산림에서 작업을 용이하게 하는 산림 철도도 있었다. 그러나 나무는 1990년대 이후로 베어지지 않았다. 이것은 숲의 독특한 구성을 보존하기 위한 숲 감독 안드레아스 슈파이히(Andreas Speich)의 행동 때문이다. 2009년 8월 28일 연방환경청 질 숲을 “국가적으로 중요한 지역 자연공원”으로 선언했다. 질 산림 보호는 2007년 산림 보호 협정과 2008년 주 보호 조례를 통해 수립되었다. 2009년 질발트의 관리는 인근 랑엔베르크 야생 동물 공원의 관리와 결합되어 취리히 야생 공원을 형성했다.
숲은 취리히 S-반의 S4 서비스를 이용하는 질발트역을 통해 도달할 수 있다.

## 갤러리

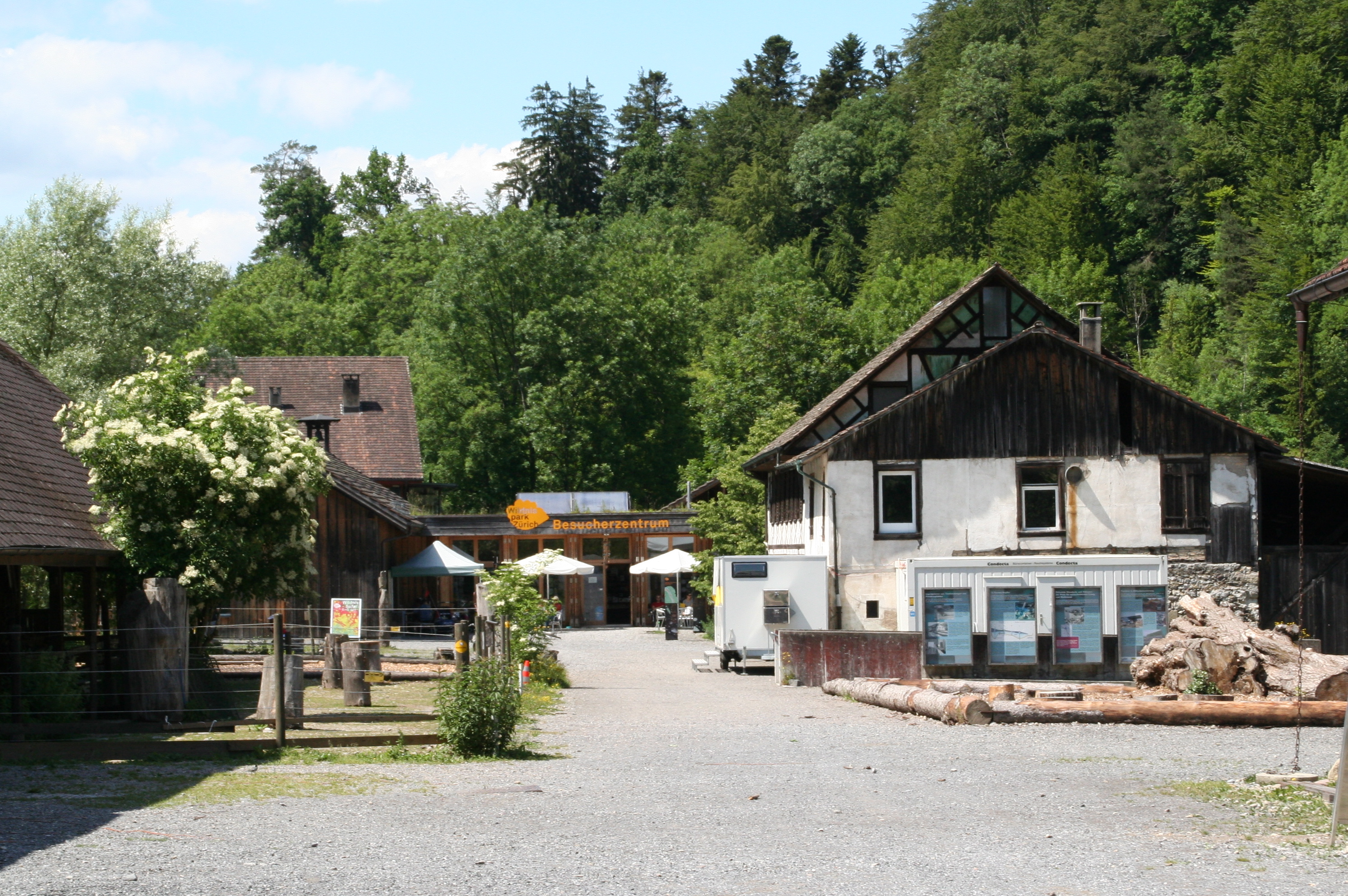
질발트 방문자 센터
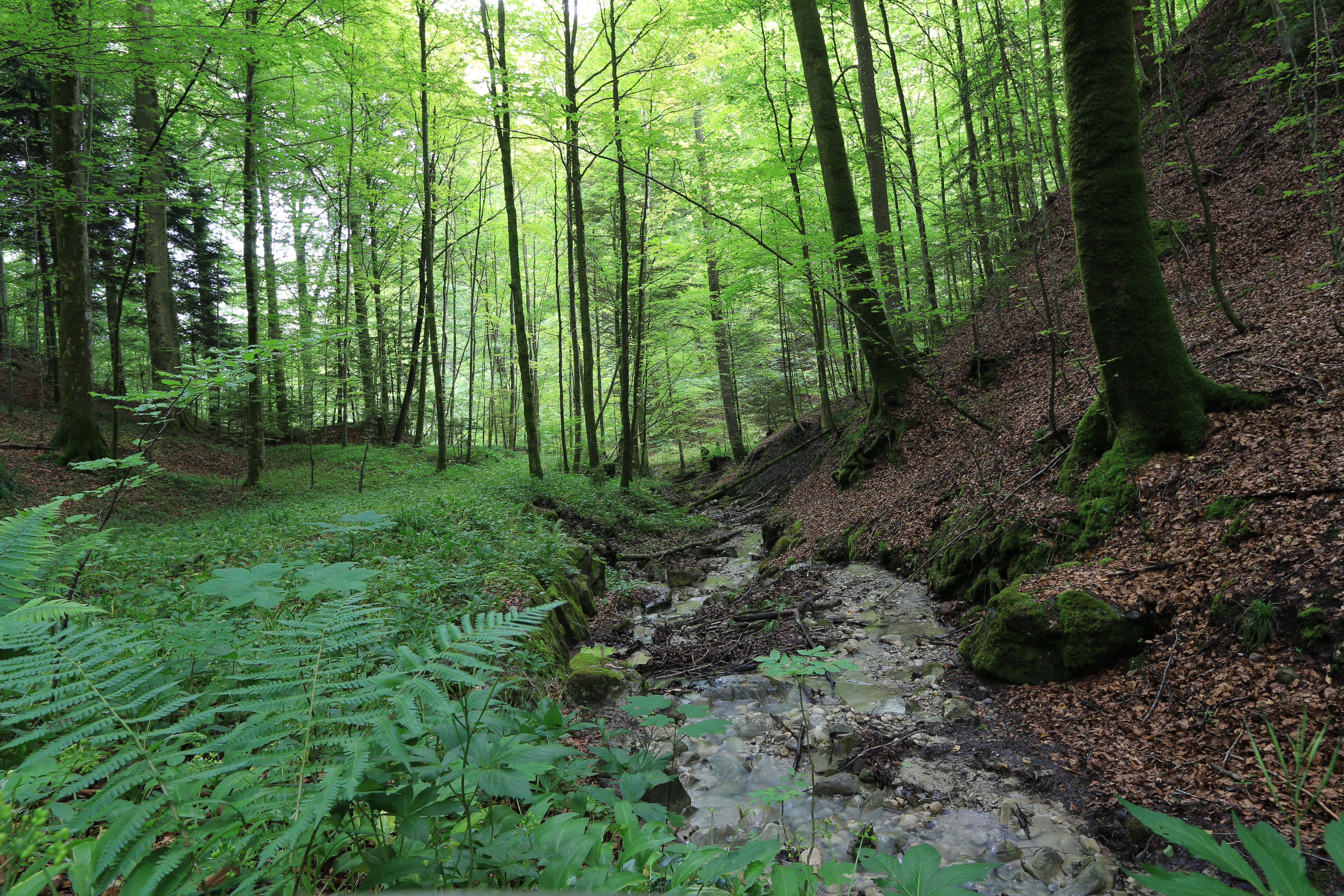
숲 속의 개울
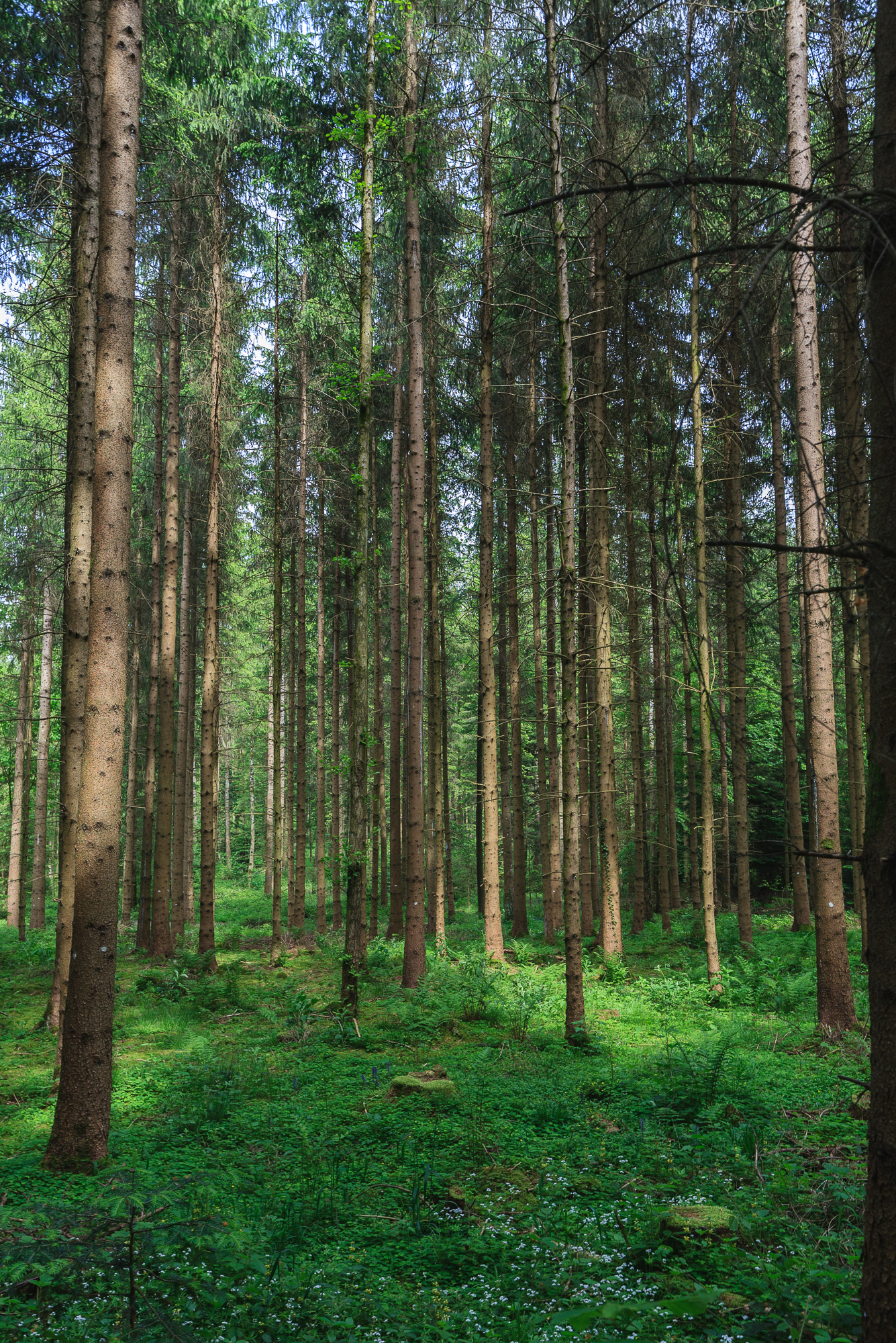
숲속 자연 오솔길
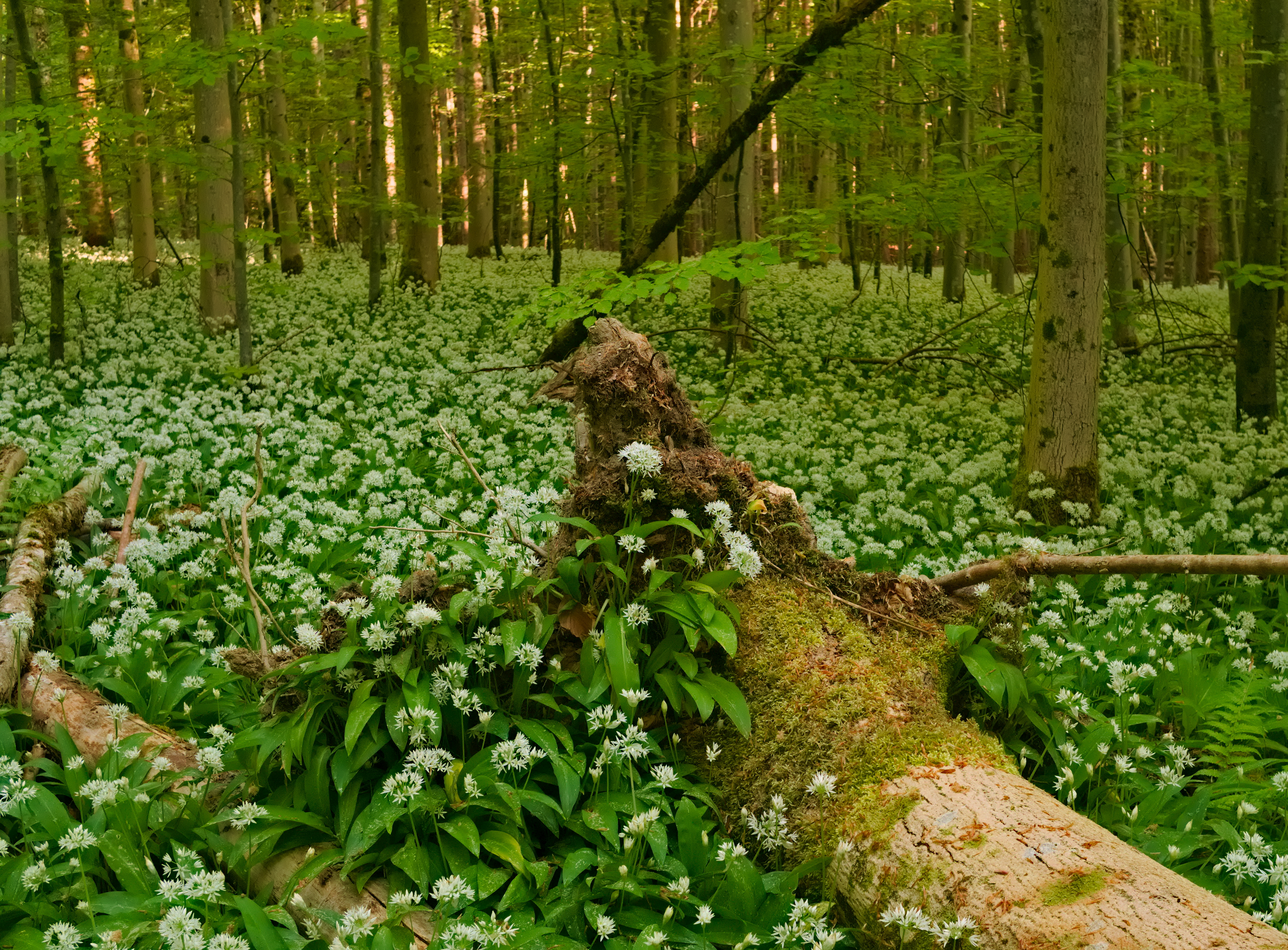
램슨 개화